# Pharnabazus II
Pharnabazus II was een Perzische soldaat en staatsman, de zoon van Pharnaces, wiens familie vanaf 478 v.Chr. over de satrapie Phrygië aan de Hellespont regeerde, vanuit hun hoofdkwartier te Dascylium en volgens onderzoek van Th. Nöldeke, afstamde van Otanes, een van de handlangers van Darius bij de moord van Smerdis.
Pharnabazus II verschijnt voor het eerst op het politieke toneel als satraap van deze provincie in 413 v.Chr., toen hij, bevelen van Darius II ontvangen hebbend om in de bijzondere tribuur van de Griekse kuststeden te zenden, zoals Tissaphernes van Carië, begon met onderhandelingen met Sparta en oorlog met Athene. Het verloop van de oorlog werd vaak geregeerd door de rivaliteit tussen de twee satrapen, van wie Pharnabazus II het meest energiek en rechtlijnigst was. Na de oorlog kwam hij in conflict met Lysander. In 385 v.Chr. viel het Perzische leger Egypte binnen, een Egytisch-Grieks huurlingenleger onder Chabrias wist Pharnabazus II tot staan te brengen. In 373 v.Chr. leidde Pharnabazus II een expeditieleger om Egypte wederom binnen te vallen; farao Nectanebo I wist met een tegenaanval de Perzen uit zijn land te verdrijven.

## Referentie
- art. Pharnabazus, in Encyclopædia Britannica (1911).